# さんふらわあ にしき
さんふらわあ にしきは、関西汽船が運航していたフェリー。神戸（阪神）-松山-別府航路に就航した。

## 概要
関西汽船最後の客船となったあいぼり丸、こばると丸の代船として、僚船のさんふらわあ こがねとともにカナサシ豊橋工場で建造され、1992年12月19日に神戸（阪神）- 松山 - 別府航路に就航した。あいぼり丸、こばると丸は本船の就航を待たず8月に引退したため、本船の就航までフェリーコスモが僚船として運航された。
本船およびさんふらわあ こがねの就航で、当時3往復運航されていた阪神 - 別府航路が全便フェリー化された。
ダイヤモンドフェリーのブルーダイヤモンド、スターダイヤモンドと準同型船である。
関西汽船とダイヤモンドフェリーのフェリーさんふらわあへの統合により、2009年11月1日からフェリーさんふらわあによる運航となったが、2010年2月に寄港便の廃止による減便で運航を終了した。
その後、海外売船され、フィリピンのスーパーフェリーでSUPERFERRY 21として就航した。 2012年にはネグロス・ナビゲーションに移籍してSt Leo The Greatとなり、2GOブランドでマニラ - セブ航路などで運航した。
船は2022年1月に ST.LEO として バングラデシュ Chittagong Ship Breaking Yardにて解体された。

## 船内
デッキは7層で、上部から羅針儀甲板、航海船橋甲板、A・B・C・D・E甲板と呼称されており、航海船橋甲板が操舵区画、A・B甲板が船室区画、C甲板とD甲板前部がドライバー区画および乗組員区画、D甲板後部とE甲板が車両積載区画となっていた。E甲板の船首部にバウドアとランプウェイドアを、船尾左右両舷にサイドランプウェイドアを装備されていた。船内インテリアはモーツァルトのような軽快な色調とした。
Aデッキ
- デラックスルーム
- 特等室（2名×3室、1名×4室）
- 1等室（4名×12室）
- 2等寝台（12名×24室）
- 2等客室（5室）
- ラウンジ

Bデッキ
- 特等（2名×3室）
- 1等室（2名×18室）
- 2等客室（8室）
- エントランスホール
- 案内所
- 売店
- レストラン
- ビジネスコーナー
- ホール

Cデッキ
- ドライバー室